# Balyana mariaui
Balyana mariaui es un coleóptero de la familia Chrysomelidae.
Fue descrita científicamente por primera vez en 1987 por Berti & Chenon.